# Wildstrubel
El Wildstrubel (3243 m s. n. m.) es una montaña de los Alpes berneses. Se encuentra a caballo entre el cantón del Valais y el cantón de Berna.
El Wildstrubel está formado por tres cimas distintas todas de altura similar:
- la cima occidental (3243,5 m), llamada Lenkerstrubel
- la cima central (3243,5 m)
- la cima oriental (3242,6 m), llamada Adelbodnerstrubel o Grossstrubel

Estas tres cimas forman una cresta con una longitud de 3,5 km. El monte alberga el glaciar de la Plaine Morte.
Según la clasificación SOIUSA, el Wildstrubel pertenece:
- Gran parte: Alpes occidentales
- Gran sector: Alpes del noroeste
- Sección: Alpes berneses
- Subsección: Alpes berneses iss
- Supergrupo: Cadena Wildhorn-Wildstrubel
- Grupo: Grupo Wildstrubel-Lohner
- subgrupo: Grupo del Wildstrubel
- CÓDIGO: I/B-12.II-F.15.a